# Fußball-Weltmeisterschaft 2018/Südkorea
Dieser Artikel behandelt die südkoreanische Fußballnationalmannschaft bei der Fußball-Weltmeisterschaft 2018. Südkorea nahm zum zehnten Mal an der Endrunde teil, seit 1986 ohne Unterbrechung und ist die asiatische Mannschaft mit den meisten Teilnahmen. Durch einen Sieg im letzten Gruppenspiel warf Südkorea den amtierenden Weltmeister Deutschland aus dem Turnier, konnte davon aber selber nicht profitieren und schied wie siebenmal zuvor nach der Vorrunde aus.

## Qualifikation
Die Mannschaft qualifizierte sich über die Qualifikation des asiatischen Fußballverbandes AFC.

### Spiele

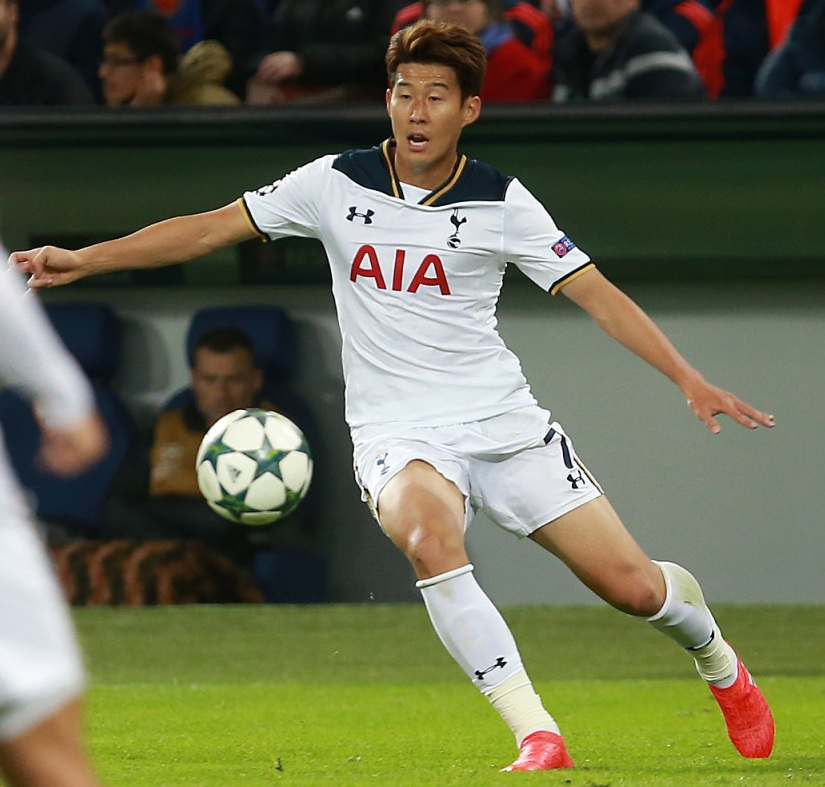
Son Heung-min, bester südkoreanischer Torschütze

Südkorea musste erst in der zweiten Runde eingreifen und traf dabei in der als Gruppenphase ausgetragenen Runde auf Kuwait, Laos, den Libanon  und Myanmar. Südkorea konnte alle acht daraus entstandenen Begegnungen gewinnen und blieb dabei ohne Gegentor und erzielte in jedem Spiel mindestens ein Tor. Dabei wurde ein Spiel gegen Kuwait von der FIFA am grünen Tisch als 3:0-Sieg für Südkorea gewertet, nachdem die FIFA Kuwait am 6. April 2016 suspendiert hatte. Als Gruppensieger qualifizierte sich Südkorea mit 13 Punkten Vorsprung für die dritte Runde, die wieder als Gruppenphase stattfand. Hier trafen die Südkoreaner auf den Iran, Katar, Syrien, Usbekistan und die Volksrepublik China. In dieser Runde lief es nicht so gut, von zehn Spielen konnte Südkorea nur vier gewinnen, verlor drei Spiele und spielte dreimal remis. Dabei erzielten sie fünfmal kein Tor. Nach einer 2:3-Niederlage in Katar am drittletzten Spieltag wurde Trainer Uli Stielike entlassen, der die Mannschaft nach der WM 2014 übernommen und sie 2015 bis ins Finale der Asienmeisterschaft geführt hatte. Unter seinem Nachfolger Shin Tae-yong verliefen die beiden letzten Spiele gegen die bereits qualifizierten Iraner und Usbekistan, einen der direkten Konkurrenten um den zweiten Platz torlos. Damit sicherte sich Südkorea den zweiten Platz hinter dem Iran und qualifizierte sich für die WM-Endrunde.
Insgesamt wurden in den 17 Spielen 46 Spieler eingesetzt – keine qualifizierte Mannschaft setzte mehr Spieler ein. 19 der eingesetzten Spieler standen auch im Kader für die Asienmeisterschaft 2015. Sieben Spieler wurden erst in den letzten beiden Spielen vom neuen Trainer eingesetzt, darunter der 38 Jahre alte 103-malige Nationalspieler Lee Dong-gook, der seit Oktober 2014 kein Länderspiel mehr bestritten hatte.  Kein Spieler kam in allen Spielen zum Einsatz. Auf 16 Einsätze brachte es Jang Hyun-soo. Nur im ersten Qualifikationsspiel und den beiden letzten Spielen unter dem neuen Trainer kam Kapitän Ki Sung-yueng nicht zum Einsatz. Insgesamt kamen vier Torhüter zum Einsatz: 10-mal stand Kim Seung-gyu zwischen den Pfosten, 5-mal Kwoun Sun-tae sowie je einmal Kim Jin-hyeon und der erfahrenere Jung Sung-ryong.
Bester Torschütze war Son Heung-min. In zwölf Spielen erzielte er sieben Tore, damit liegt er auf Platz 12 der Torschützenliste der asiatischen Qualifikation. Je vier Tore steuerten Ki Sung-yueng und Koo Ja-cheol bei. Insgesamt trafen 13 Südkoreaner mindestens einmal ins Tor und erzielten so 33 Tore. Zudem profitierten sie von je einem Eigentor eines chinesischen und libanesischen Spielers. In der Tabelle der zweiten Runde sind zudem die drei am grünen Tisch gegen Kuwait zugesprochenen Tore enthalten.

### Zweite Runde
| Datum      | Spielort      | Gastgeber |   | Gast     | Ergebnis  | Torschützen für Südkorea                                                                                                 |
| ---------- | ------------- | --------- | - | -------- | --------- | --- |
| 16.06.2015 | Bangkok (THA) | Myanmar   | – | Südkorea | 0:2 (0:1) | Jae-Sung Lee (35.), Heung-Min Son (68.)                                                                                  |
| 03.09.2015 | Hwaseong      | Südkorea  | – | Laos     | 8:0 (3:0) | Chung-Yong Lee (9,), Heung-Min Son (11., 74., 90.), Chang-Hoon Kwon (30., 77.), Hyun-Jun Suk (58.), Jae-Sung Lee (90.+3) |
| 08.09.2015 | Sidon         | Libanon   | – | Südkorea | 0:3 (0:2) | Hyun-Soo Jang (22./Elfmeter), Eigentur Libanon (25.), Chang-Hoon Kwon (60.)                                              |
| 08.10.2015 | Kuwait-Stadt  | Kuwait    | – | Südkorea | 0:1 (0:1) | Ja-Cheol Koo (13.) |
| 12.11.2015 | Suwon         | Südkorea  | – | Myanmar  | 4:0 (2:0) | Jae-Sung Lee (18.), Ja-Cheol Koo (30.), Hyun-Soo Jang (82.), Tae-Hee Nam (86.)                                           |
| 17.11.2015 | Vientiane     | Laos      | – | Südkorea | 0:5 (0:4) | Sung-Yong Ki (3./Elfmeter, 33.), Heung-Min Son (35., 68.), Hyun-Jun Suk (44.)                                            |
| 24.03.2016 | Ansan         | Südkorea  | – | Libanon  | 1:0 (0:0) | Jeong-Hyeop Lee (90.+3)                                                                                                  |
| Abge.      |               | Südkorea  | – | Kuwait   | 3:0       | |

#### Abschlusstabelle der zweiten Runde
| Pl. | Land     | Sp. | S | U | N | Tore    | Diff. | Punkte |
| --- | -------- | --- | - | - | - | ------- | ----- | ------ |
| 1.  | Südkorea | 8   | 8 | 0 | 0 | 027:000 | +27   | 24     |
| 2.  | Libanon  | 8   | 3 | 2 | 3 | 012:600 | +6    | 11     |
| 3.  | Kuwait   | 8   | 3 | 1 | 4 | 012:100 | +2    | 10     |
| 4.  | Myanmar  | 8   | 2 | 2 | 4 | 009:210 | −12   | 08     |
| 5.  | Laos     | 8   | 1 | 1 | 6 | 006:290 | −23   | 04     |

1. ↑  Myanmar hat alle seine Heimspiele in Bangkok ausgetragen. Quelle =  FIFA confirms Afghanistan, Myanmar choice of neutral venues for World Cup qualifiers (Memento des Originals vom 18. Mai 2015 im Internet Archive)  Info: Der Archivlink wurde automatisch eingesetzt und noch nicht geprüft. Bitte prüfe Original- und Archivlink gemäß Anleitung und entferne dann diesen Hinweis., In: GreenfieldReporter.com vom 11. Mai 2015.
2. 1 2  Die für den 24. und 29. März 2016 angesetzten Spiele wurde aufgrund der Suspendierung Kuwaits am 6. April 2016 von der FIFA mit jeweils 3:0 für Laos und Südkorea gewertet. Quelle = Kuwait’s matches against Laos and Korea Republic forfeited. (Memento des Originals vom 14. März 2017 im Internet Archive)  Info: Der Archivlink wurde automatisch eingesetzt und noch nicht geprüft. Bitte prüfe Original- und Archivlink gemäß Anleitung und entferne dann diesen Hinweis. FIFA.com, 6. April 2016.
3. ↑  Kuwait wurde am 16. Oktober 2015 von der FIFA suspendiert und durfte bis Dezember 2017 an keinen internationalen Begegnungen mehr teilnehmen. Quellen = Suspension of the Kuwait Football Association as of 16 October 2015. (Memento des Originals vom 4. März 2016 im Internet Archive)  Info: Der Archivlink wurde automatisch eingesetzt und noch nicht geprüft. Bitte prüfe Original- und Archivlink gemäß Anleitung und entferne dann diesen Hinweis. (PDF) Fifa.com, 16. Oktober 2015, Aufhebung der Suspendierung des kuwaitischen Fussballverbands. (Memento des Originals vom 12. Dezember 2017 im Internet Archive)  Info: Der Archivlink wurde automatisch eingesetzt und noch nicht geprüft. Bitte prüfe Original- und Archivlink gemäß Anleitung und entferne dann diesen Hinweis. Fifa.com, 6. Dezember 2017.

### Dritte Runde
| Datum      | Spielort    | Gastgeber  |   | Gast       | Ergebnis  | Torschützen für Südkorea                                       |
| ---------- | ----------- | ---------- | - | ---------- | --------- | -------------------------------------------------------------- |
| 01.09.2016 | Seoul       | Südkorea   | – | China      | 3:2 (1:0) | Eigentor China (21.), Chung-Yong Lee (63.), Ja-Cheol Koo (66.) |
| 06.09.2016 | Paroi (MAS) | Syrien     | – | Südkorea   | 0:0       |                                                                |
| 06.10.2016 | Suwon       | Südkorea   | – | Katar      | 3:2 (1:2) | Sung-Yong Ki (11.), Dong-Won Ji (56.), Son Heung-min (58.)     |
| 11.10.2016 | Teheran     | Iran       | – | Südkorea   | 1:0 (1:0) |                                                                |
| 15.11.2016 | Seoul       | Südkorea   | – | Usbekistan | 2:1 (0:1) | Tae-Hee Nam (67.), Ja-Cheol Koo (86.)                          |
| 23.03.2017 | Changsha    | China      | – | Südkorea   | 1:0 (1:0) |                                                                |
| 28.03.2017 | Seoul       | Südkorea   | – | Syrien     | 1:0 (1:0) | Jeong-Ho Hong (4.)                                             |
| 13.06.2017 | Doha        | Katar      | – | Südkorea   | 3:2 (1:0) | Sung-Yong Ki (62.), Hee-Chan Hwang (70.)                       |
| 31.08.2017 | Seoul       | Südkorea   | – | Iran       | 0:0       |                                                                |
| 05.09.2017 | Taschkent   | Usbekistan | – | Südkorea   | 0:0       |                                                                |

#### Abschlusstabelle der dritten Runde
| Pl. | Land       | Sp. | S | U | N | Tore    | Diff. | Punkte |
| --- | ---------- | --- | - | - | - | ------- | ----- | ------ |
| 1.  | Iran       | 10  | 6 | 4 | 0 | 010:200 | +8    | 22     |
| 2.  | Südkorea   | 10  | 4 | 3 | 3 | 011:100 | +1    | 15     |
| 3.  | Syrien     | 10  | 3 | 4 | 3 | 009:800 | +1    | 13     |
| 4.  | Usbekistan | 10  | 4 | 1 | 5 | 006:700 | −1    | 13     |
| 5.  | China      | 10  | 3 | 3 | 4 | 008:100 | −2    | 12     |
| 6.  | Katar      | 10  | 2 | 1 | 7 | 008:150 | −7    | 07     |

Anmerkung: Die drittplatzierte Mannschaft aus Syrien konnte sich in den Playoffs der Gruppendritten nicht gegen Australien durchsetzen.

## Vorbereitung

### Spiele
| Datum             | Ergebnis | Gegner                  | Austragungsort    | Südkoreanische Torschützen                                        |
| ----------------- | -------- | ----------------------- | ----------------- | ----------------------------------------------------------------- |
| 7. Oktober 2017   | 2:4      | Russland                | Moskau            | Kyung-Won Kwon (87.), Dong-Won Ji (90.+3)                         |
| 10. Oktober 2017  | 1:3      | Marokko                 | Biel/Bienne (CHE) | Heung-Min Son (66./Elfmeter)                                      |
| 10. November 2017 | 2:1      | Kolumbien               | Suwon             | Heung-Min Son (11., 61.)                                          |
| 14. November 2017 | 1:1      | Serbien                 | Ulsan             | Ja-Cheol Koo (62./Elfmeter)                                       |
| 9. Dezember 2017  | 2:2      | China                   | Tokio (JPN)       | Shin-Wook Kim (12.), Jae-Sung Lee (19.)                           |
| 12. Dezember 2017 | 1:0      | Nordkorea               | Tokio (JPN)       | Eigentor Nordkorea (64.)                                          |
| 16. Dezember 2017 | 4:1      | Japan                   | Tokio             | Kim Shin-wook (13., 35.), Woo-Young Jung (23.), Ki-Hun Yeom (69.) |
| 27. Januar 2018   | 1:0      | Moldau                  | Aksu (TUR)        | Shin-Wook Kim (68.)                                               |
| 30. Januar 2018   | 2:2      | Jamaika                 | Aksu (TUR)        | Shin-Wook Kim (55., 63.)                                          |
| 3. Februar 2018   | 1:0      | Lettland                | Aksu (TUR)        | Shin-Wook Kim (33.)                                               |
| 24. März 2018     | 1:2      | Nordirland              | Belfast           | Chang-Joon Kwon (7.)                                              |
| 27. März 2018     | 2:3      | Polen                   | Chorzów           | Lee Chang-min (85.), Hee-chan Hwang (87.)                         |
| 28. Mai 2018      | 2:0      | Honduras                | Daegu             | Son Heung-Min (60.), Seon-Min Moon (72.)                          |
| 1. Juni 2018      | 1:3      | Bosnien und Herzegowina | Jeonju            | Jae-Sung Lee (30.)                                                |
| 7. Juni 2018      | 0:0      | Bolivien                | Innsbruck (AUT)   |                                                                   |
| 11. Juni 2018     | 0:2      | Senegal                 | Grödig (AUT)      |                                                                   |

Anmerkungen:
- Für die Spiele im Dezember bei der Ostasienmeisterschaft wurden 14 Spieler nominiert, die auch in den Qualifikationsspielen zum Einsatz kamen.[2]
- Kursiv gesetzte Mannschaften sind nicht für die WM qualifiziert.

### Quartier
Teamquartier wird das „Hotel New Peterhof“ in Sankt Petersburg sein, wo die Mannschaft im Spartak Stadium in Lomonossow trainieren kann.

## Kader
Am 14. Mai 2018 wurde der vorläufige Kader benannt, der danach auf 23 Spieler reduziert wurde.
Acht Spieler standen auch im Kader der letzten WM, zwei Spieler waren bereits 2010 dabei als Südkorea im Achtelfinale ausschied. Am 2. Juni wurde der endgültige Kader bekannt gegeben. Gestrichen wurden Kim Jin-su, Kwon Kyung-won,  Kwon Chang-hoon, Lee Chung-yong und Lee Keun-ho.
| Pos. | Nr.                | Spieler         | Verein vor WM-Beginn   | Länderspiel- einsätze * | Länderspiel- tore * | Geburts- datum | Debüt | Letzter Einsatz | Anzahl der Spiele | Tor | Gelbe Karte | Gelb-Rote Karte | Rote Karte | WM- Teilnahmen   | WM-Spiele (vor 2018) | WM-Tore (vor 2018) |
| --- | ------------------ | --------------- | ---------------------- | ----------------------- | ------------------- | -------------- | ----- | --------------- | ----------------- | --- | ----------- | --------------- | ---------- | ---------------- | -------------------- | ------------------ |
| Tor | 21                 | Kim Jin-hyeon   | Cerezo OsakaP          | 016                     | 0                   | 06.07.1987     | 2012  | 07.06.2018      |                   |     |             |                 |            |                  |                      |                    |
| Tor | 01                 | Kim Seung-gyu   | Vissel Kōbe            | 034                     | 0                   | 30.09.1990     | 2013  | 07.06.2018      |                   |     |             |                 |            | 2014             | 1                    | 0                  |
| Tor | 23                 | Jo Hyeon-woo    | Daegu FC               | 006                     | 0                   | 25.09.1991     | 2017  | 11.06.2018      | 3                 |     |             |                 |            |                  |                      |                    |
| Abwehr | 22                 | Go Yo-han       | FC Seoul               | 019                     | 0                   | 10.03.1988     | 2009  | 28.05.2018      | 1                 |     |             |                 |            |                  |                      |                    |
| Abwehr | 14                 | Hong Chul       | Sangju Sangmu FC       | 015                     | 0                   | 17.09.1990     | 2001  | 28.05.2018      | 2                 |     |             |                 |            |                  |                      |                    |
| Abwehr | 20                 | Jang Hyun-soo   | FC Tokyo               | 052                     | 03                  | 28.09.1991     | 2013  | 11.06.2018      | 2                 |     |             |                 |            |                  |                      |                    |
| Abwehr | 03                 | Jung Seung-hyun | Sagan Tosu             | 006                     | 0                   | 03.04.1994     | 2017  | 01.06.2018      |                   |     |             |                 |            |                  |                      |                    |
| Abwehr | 12                 | Kim Min-woo     | Sangju Sangmu FC       | 021                     | 01                  | 25.02.1990     | 2013  | 11.06.2018      | 2                 |     |             |                 |            |                  |                      |                    |
| Abwehr | 19                 | Kim Young-gwon  | Guangzhou EvergrandeM* | 053                     | 02                  | 27.02.1990     | 2010  | 11.06.2018      | 3                 | 1   | 1           |                 |            | 2014             | 2                    | 0                  |
| Abwehr | 02                 | Lee Yong        | Jeonbuk HyundaiM*      | 028                     | 0                   | 24.12.1986     | 2013  | 11.06.2018      | 3                 |     | 1           |                 |            | 2014             | 3                    | 0                  |
| Abwehr | 04                 | Oh Ban-suk      | Jeju United            | 002                     | 0                   | 20.05.1988     | 2018  | 01.06.2018      |                   |     |             |                 |            |                  |                      |                    |
| Abwehr | 06                 | Park Joo-ho     | Ulsan Hyundai          | 037                     | 0                   | 16.01.1987     | 2010  | 07.06.2018      | 1                 |     |             |                 |            | 2014             | 0                    | 0                  |
| Abwehr | 05                 | Yun Young-sun   | Seongnam FC            | 006                     | 0                   | 04.10.1988     | 2017  | 07.06.2018      | 1                 |     |             |                 |            |                  |                      |                    |
| Mittelfeld | 08                 | Ju Se-jong      | Asan Mugunghwa FC      | 010                     | 01                  | 30.10.1990     | 2015  | 01.06.2018      | 2                 |     |             |                 |            |                  |                      |                    |
| Mittelfeld | 15                 | Jung Woo-young  | Vissel Kōbe            | 029                     | 01                  | 14.12.1989     | 2015  | 07.06.2018      | 3                 |     | 2           |                 |            |                  |                      |                    |
| Mittelfeld | 16                 | Ki Sung-yong    | Swansea City#↓         | 104                     | 10                  | 24.01.1989     | 2008  | 11.06.2018      | 2                 |     |             |                 |            | 2010, 2014       | 7                    | 0                  |
| Mittelfeld | 13                 | Koo Ja-cheol    | FC Augsburg            | 068                     | 19                  | 27.02.1989     | 2008  | 11.06.2018      | 2                 |     |             |                 |            | 2014             | 3                    | 1                  |
| Mittelfeld | 17                 | Lee Jae-sung    | Jeonbuk HyundaiM*      | 035                     | 06                  | 10.08.1992     | 2015  | 11.06.2018      | 3                 |     | 1           |                 |            |                  |                      |                    |
| Mittelfeld | 10                 | Lee Seung-woo   | Hellas Verona↓         | 004                     | 0                   | 06.01.1998     | 2018  | 11.06.2018      | 2                 |     | 1           |                 |            |                  |                      |                    |
| Mittelfeld | 18                 | Moon Seon-min   | Incheon United         | 003                     | 01                  | 06.06.1992     | 2018  | 07.06.2018      | 2                 |     | 1           |                 |            |                  |                      |                    |
| Sturm | 11                 | Hwang Hee-chan  | FC Red Bull SalzburgM  | 014                     | 02                  | 26.01.1996     | 2016  | 07.06.2018      | 3                 |     | 1           |                 |            |                  |                      |                    |
| Sturm | 09                 | Kim Shin-wook   | Jeonbuk HyundaiM*      | 049                     | 11                  | 14.04.1988     | 2010  | 11.06.2018      | 1                 |     | 1           |                 |            |                  |                      |                    |
| Sturm | 07                 | Son Heung-min   | Tottenham Hotspur      | 069                     | 21                  | 08.07.1992     | 2010  | 11.06.2018      | 3                 | 2   | 1           |                 |            | 2014             | 3                    | 1                  |
| Trainerstab | Trainer            | Shin Tae-yong   |                        | 23                      | 3                   | 11.10.1970     | 2017  |                 |                   |     |             |                 |            |                  |                      |                    |
| Trainerstab | Trainer- assistent | Toni Grande     |                        |                         |                     | 17.09.1947     | 2017  |                 |                   |     |             |                 |            |                  |                      |                    |
| Trainerstab | Trainer- assistent | Jeon Gyeong-jun |                        |                         |                     | 10.09.1973     | 2017  |                 |                   |     |             |                 |            |                  |                      |                    |
| Trainerstab | Trainer- assistent | Kim Nam-il      |                        | 98                      | 2                   | 14.03.1977     | 2017  |                 |                   |     |             |                 |            | 2002, 2006, 2010 | 11                   | 0                  |
| Trainerstab | Trainer- assistent | Cha Du-ri       |                        | 76                      | 4                   | 25.07.1980     |       |                 |                   |     |             |                 |            | 2002, 2010       | 7                    | 0                  |
| Trainerstab | Torwart- trainer   | Kim Hae-woon    |                        |                         |                     | 25.12.1973     | 2017  |                 |                   |     |             |                 |            |                  |                      |                    |
| (*) angegeben sind nur die Spiele und Tore, die vor Beginn der Weltmeisterschaft absolviert bzw. erzielt wurden. (Quelle: Team Squad for International Friendly (vs Honduras & Bosnia and Herzegovina) 14.05.2018, aktualisiert nach den Spielen gegen Honduras am 28. Mai, Bosnien & Herzehgowina am 1., Bolivien am 7. und den Senegal am 11. Juni 2018 (Spiel unter Ausschluss der Öffentlichkeit, keine Auswechslungen bei Südkorea im Spielbericht vermerkt). |                    |                 |                        |                         |                     |                |       |                 |                   |     |             |                 |            |                  |                      |                    |
| 1. 2. 3. |                    |                 |                        |                         |                     |                |       |                 |                   |     |             |                 |            |                  |                      |                    |

## Endrunde

### Gruppenauslosung
Für die Auslosung der Qualifikationsgruppen am 1. Dezember war Südkorea Topf 4 zugeordnet. Die Mannschaft traf in der Gruppe F auf Weltmeister Deutschland, Mexiko und Schweden.
Deutschland und Südkorea waren bereits bei dessen erster Teilnahme 1954 der gleichen Vorrundengruppe zugelost worden, aufgrund des nur bei diesem Turnier geltenden Modus trafen sie aber nicht aufeinander. Erst bei der WM 1994 wurden beide wieder der gleichen Vorrundengruppe zugelost und Südkorea verlor bei seiner vierten Teilnahme gegen den Titelverteidiger mit 2:3. 2002 trafen dann beide im Halbfinale aufeinander und Südkorea verlor durch ein Tor von Michael Ballack mit 0:1. Danach trafen beide im Dezember 2004 noch bei einem Freundschaftsspiel in Busan aufeinander, das Südkorea mit 3:1 gewann. Gegen Mexiko bestritten die Südkoreaner ihr erstes Länderspiel und gewannen bei den Olympischen Spielen mit 5:3, verloren aber das nächste Spiel gegen den nun dritten Vorrundengegner Schweden mit 0:12 – für Schweden einer der beiden höchsten Siege, für Südkorea die höchste Niederlage. 1998 trafen Südkorea und Mexiko erstmals bei einer WM aufeinander und Südkorea verlor in der Vorrunde mit 1:3. 2001 trafen beide in der Vorrunde des FIFA-Konföderationen-Pokal 2001 aufeinander und Südkorea gewann gegen die Mexikaner, die auch die beiden anderen Vorrundenspiele verloren, mit 2:1. Zudem gab es noch ein Pflichtspiel im Viertelfinale des CONCACAF Gold Cup 2002, an dem Südkorea als Gast teilnahm, das Südkorea nach torlosen 120 Minuten im Elfmeterschießen gewann. Darüber hinaus gab es eine Reihe von Freundschaftsspielen und Spielen bei kleineren Turnieren. Insgesamt ist die Bilanz mit vier Siegen, zwei Remis und sechs Niederlagen negativ gegen Mexiko. Gegen Schweden gab es nach dem ersten Aufeinandertreffen nur noch drei Freundschaftsspiele, zwei in Seoul und eins in  den USA, von denen zwei remis endeten und eins verloren wurde.
Südkorea hatte zuvor in keinem der drei Vorrundenspielorte gespielt.

### Spiele der Gruppenphase / Gruppe F
| Pl. | Land        | Sp. | S | U | N | Tore    | Diff. | Punkte |
| --- | ----------- | --- | - | - | - | ------- | ----- | ------ |
| 1.  | Schweden    | 3   | 2 | 0 | 1 | 005:200 | +3    | 06     |
| 2.  | Mexiko      | 3   | 2 | 0 | 1 | 003:400 | −1    | 06     |
| 3.  | Südkorea    | 3   | 1 | 0 | 2 | 003:300 | ±0    | 03     |
| 4.  | Deutschland | 3   | 1 | 0 | 2 | 002:400 | −2    | 03     |
|     |             |     |   |   |   |         |       |        |

| Mo., 18. Juni 2018, 15:00 Uhr (14:00 Uhr MESZ) in Nischni Nowgorod |   |             |           |                                           |
| Schweden                                                           | – | Südkorea    | 1:0 (0:0) |                                           |
| Sa., 23. Juni 2018, 18:00 Uhr (17:00 Uhr MESZ) in Rostow am Don    |   |             |           |                                           |
| Südkorea                                                           | – | Mexiko      | 1:2 (0:1) | 90+3′ Son Heung-min                       |
| Mi., 27. Juni 2018, 17:00 Uhr (16:00 Uhr MESZ) in Kasan            |   |             |           |                                           |
| Südkorea                                                           | – | Deutschland | 2:0 (0:0) | 90+2′ Kim Young-gwon, 90+6′ Son Heung-min |